# Тьи-ном
Тьи-ном (в'єт. 𡨸喃, трансліт. Chữ Nôm, [t͡ɕɨ˦ˀ˥ nom˧˧]) — логографічне письмо, що в минулому використовувалось для запису в'єтнамської мови. У цьому письмі використовуються китайські ієрогліфи для запису запозиченої китайської лексики та окремих питомо в'єтнамських та інших слів, для яких різним образом могли створюватись нові символи, наприклад, у вигляді фоносемантичних сполук. Це неоднорідне письмо було дуже складним та ним володіли не більше п'ятьох відсотків грамотного населення в'єтнамців, тобто тих, хто опанував класичну китайську (веньянь).
Хоч у В'єтнамі усі офіційні тексти записувались саме веньянем до початку XX сторіччя (за винятком двох коротких історичних періодів), тьи-ном активно використовувала культурна еліта у XV-XIX ст. у своїх роботах в'єтнамською мовою. Один з найвідоміших творів в'єтнамської літератури, Повість про К'єу, Нгуен Зу написав письмом тьи-ном.
В'єтнамська абетка, створена португальськими місіонерами-єзуїтами, що вперше зустрічається на письмі в XVII сторіччі, з 1920-х років замінила тьи-ном у літературі. У сучасному В'єтнамі тьи-ном вже не використовується у більшості випадків — ієрогліфічне письмо використовується лише в декоративних, історичних та церемоніальних цілях, а також у богослужіннях. Інститут вивчення Хан-Ном у Ханої — основний центр вивчення історичних в'єтнамських текстів, як китайськими ієрогліфами (тьи-хан, в'єт. chữ Hán), так і в'єтнамськими (тьи-ном).